# Wrestling Observer Newsletter
Il Wrestling Observer Newsletter è una newsletter statunitense che tratta di wrestling e arti marziali miste.

## Storia
Gli inizi del Wrestling Observer Newsletter risalgono agli anni ottanta, quando Dave Meltzer ha iniziato un sondaggio annuale tra coloro che si interessavano al wrestling. Meltzer ha affermato che all'inizio era soltanto un fan, ma poco tempo dopo ha iniziato a mantenere una lista di cassette e ha, di tanto in tanto, pubblicato i risultati dei match e aggiornamenti di notizie insieme agli aggiornamenti di cassette. Meltzer ha dichiarato che voleva mantenere i suoi amici al college "nel loop" per il suo commercio di nastri, così come gli avvenimenti nel settore, con le riviste tradizionali di wrestling soddisfatte per un pubblico un po' più giovane.
Ciò ha portato direttamente alla formazione del WON, che Meltzer ha iniziato a pubblicare nel 1982 come modo per mantenere i fan informati dei vari territorio del wrestling che i lettori potrebbero non essere stati a conoscenza o non hanno avuto alcun accesso. Il WON è stato pubblicato fin dall'inizio da varie comunità nel nord della California, ad eccezione di un periodo di sei mesi alla fine del 1983 e l'inizio del 1984, quando Meltzer risiedeva a Wichita Falls, nel Texas. Per la maggior parte della sua esistenza è stato pubblicato da Campbell, un sobborgo di San Jose, in California. La pubblicazione era originariamente composta da 16-24 pagine su 8½ da carta da 14 pollici e avveniva circa ogni due o tre settimane.
Meltzer contemplava un cambiamento di carriera durante la metà degli anni ottanta, annunciando nel 1985 che avrebbe cessato la pubblicazione del WON, citando il disinteresse nel wrestling del tempo e il troppo tempo da dover essere speso per le liste di contabilità e di mailing. A quel punto ha continuato a pubblicare il WON a titolo "temporaneo" ogni settimana con 8 pagine 8½ da carta di 11 pollici solo per il resto dei suoi abbonati. Avrebbe dovuto parlare di calcio e contribuire solo ad altre newsletter di wrestling. La risposta dei lettori a questo cambiamento è stato apparentemente abbastanza da convincerlo a perseguire la sua carriera con il WON. Ha iniziato a scrivere il WON a tempo pieno nel 1987, mantenendo il formato di 8 pagine più piccolo. A questo punto Meltzer ha cominciato a fare apparizioni in occasione di eventi importanti di wrestling, in un primo momento per lo più in Giappone. È stato visto come spettatore in prima fila a Chi-Town Rumble nel 1989, seduto accanto a Brad Muster, all'epoca un fullback dei Chicago Bears. Mentre a quei tempi era ancora osservata la kayfabe, il commentatore Jim Ross ha riconosciuto la presenza di Muster tra il pubblico durante la trasmissione, ma non quella di Meltzer.
I primi anni del WON sono stati segnati da rivelazioni di notizie e di avvenimenti accaduti nel dietro le quinte del wrestling, un approccio innovativo in un'epoca in cui la kayfabe vera rispettava in maniera pesante. L'approccio di Meltzer ha beneficiato di contatti professionali, un punto di vista storico e la sua analisi delle tendenze, di dati ed eventi. Lo "Screwjob di Montréal", avvenuto nel 1997, è stato esaurientemente coperto dal WON, che ha caratterizzato i conti dall'interno delle stanze del backstage in cui si sono verificate diverse interazioni, tra cui lo stesso Bret Hart. Meltzer ha pubblicato delle prove dati basate sul fatto che i dati di affluenza delle WrestleMania III e 23 erano gonfiati. Ha anche dato ampio spazio a vari scandali del wrestling, tra cui il processo per steroidi a Vince McMahon nel 1990, le indagini sull'omicidio e suicidio di Chris Benoit e il tasso di mortalità a causa della droga nel wrestling. La sua newsletter era nota anche per le sue lunghe necrologi di figure del wrestling defunte, così come il desiderio di narrare della morte di ogni figura del wrestling possibile, anche quelle minori.
Meltzer ha dichiarato che questo suo nuovo approccio più giornalistico a coprire il wrestling ha suscitato il disprezzo da molti all'interno del wrestling. Tuttavia, Terry Funk e Bill Watts sono stati riconosciuti come i primi sostenitori del WON dall'interno del business, all'inizio due dei pochissimi. Quando i lettori hanno iniziato degli accesi dibattiti se i promoter di wrestling leggeva effettivamente il WON o meno, Meltzer ha pubblicato una lettera al direttore da Watts, che all'epoca era ancora un promoter. Meltzer ha anche il merito del promoter di Houston Paul Boesch per averlo portato sotto la sua ala negli anni ottanta e avendogli insegnato come funziona il business. Quando il wrestling si è evoluto, così come la stessa newsletter, Meltzer ha guadagnato un po' più di appoggio.
Dal momento che le principali federazioni di wrestling non avrebbero mai riconosciuto l'esistenza di eventuali dirt sheet, Meltzer ha dovuto trovare altri modi per pubblicizzare la sua newsletter. Gli annunci e le altre sono stati spesso pubblicati in kayfabe e semi-kayfabe. Le prime fonti per la conoscenza dell'esistenza del WON erano The Wrestling News pubblicato da Norman Kietzer, così come il Factsheet Five. Quest'ultimo era decisamente una pubblicazione che non parlava di wrestling, anche se il WON e altre dirty sheet di wrestling erano costituiti da una quantità significativa della sua copertura. Altre riviste come il Wrestling Main Event e Wrestling Eye hanno fornito una menzione. Meltzer è stato anche in grado di pubblicizzare il WON nel corso delle varie apparizioni nei programmi radiofonici di wrestling e in editoriali di ospiti in vari quotidiani nazionali.
Con l'emergere onnipresente di internet e di siti web dedicati al wrestling in grado di fornire notizie in tempo reale, il WON di oggi si differenzia nel modo in cui ricopre la scena del wrestling, in quanto fornisce più di un editoriale e analisi sulle notizie e quali impatti poteva avere sul business. Diversi wrestler, come Konnan hanno affermato di aver notato le copie del WON sulla scrivania in ufficio di Vince McMahon. Si ritiene che molti, se non la maggior parte, dei wrestler della WWE e di altre federazioni sono iscritti al WON, anche se pochi lo ammetterebbero pubblicamente. Diversi si sono sottoscritti con il loro nome di nascita, invece del ring name, pensando che Meltzer non avrebbe scoperto la loro vera identità. La moglie di Howard Finkel è stata pubblicamente riconosciuta da Meltzer come una delle prime abbonate al WON e quel tempo era la più vicina pubblicazione che probabilmente aveva McMahon, che era in risposta a un lettore che metteva in discussione la probabilità che McMahon stesso leggeva il WON.
Anche se non è un wrestler o parte di una federazione, Meltzer è stato citato all'interno del ring di wrestling. La UWF ha nominato un wrestler jobber con il soprannome di Dave "The Observer" Meltzer. Nel 2014 il tag team noto come The Young Bucks ha iniziato a eseguire una mossa finale (springboard somersault spike kneeling reverse piledriver) nominata Meltzer Driver in suo onore, affermando inoltre il desiderio di vincere ogni premio negli annuali award che il WON pubblica; la Meltzer Driver gli è valsa il premio di Best Wrestling Maneuver (nel 2009 avevano già ottenuto tale riconoscimento per l'altra mossa finale nota come More Bang for Your Buck) e sono stati nominati Tag Team of the Year sia nel 2014, sia nel 2015.
La newsletter di Meltzer ha portato un buon seguito di fan e diversi programmi radiofonici. Dopo aver ottenuto un lavoro con The National Sports Daily nel 1990, Meltzer era in grado di aprire un dialogo con Vince McMahon: ciò ha elevato sia la reputazione dello stesso Meltzer, sia dei suoi lettori. Nella sua prima autobiografia Mick Foley ha dichiarato che è stato grazie al WON, che ha pubblicato suoi diversi match combattuti nel circuito indipendente, che hanno portato l'interesse della WCW, dal momento che era diverso dal prototipo di wrestler di quel tempo. Foley ha anche scritto che diversi promoter, tra cui Watts, avrebbero cambiato il loro booking in base alle opinioni espresse nella newsletter di Meltzer.
Nel maggio del 2015 Meltzer ha riportato che l'emittente televisiva Destination America aveva deciso di cancellare il programma di wrestling Impact Wrestling entro la fine di settembre di quello stesso anno. La Total Nonstop Action Wrestling ha negato con veemenza tutto ciò, sostenendo che ciò "costituisce di diffamazione" e che sono "alla ricerca di tutti i rimedi legali a disposizione". Alla fine Meltzer ha avuto ragione e la TNA è passata a una nuova emittente televisiva.

### Hall of Fame
Alla pari di altre hall of fame di wrestling (come quelle della WWE, TNA e WCW), la Wrestling Observer Newsletter Hall of Fame non ha uno spazio fisico. Nonostante ciò, è un riconoscimento rispettato nel mondo del wrestling. Ogni anno Meltzer conduce un sondaggio di giornalisti e wrestler selezionati per determinare il nuovo introdotto nella WON Hall of Fame. Il Pro Wrestling Illustrated ha adottato la WON Hall of Fame come la propria.

### Programma radiofonico
Meltzer era uno dei conduttori del Wrestling Observer Live, un programma radiofonico di wrestling. L'altro conduttore era Bryan Alvarez, un editorialista per il Figure Four Weekly. Meltzer e Alvarez conducevano lo show ogni domenica notte dalle 20:00 alle 22:00 sulla radio network Sports Byline. Poiché lo show andava in onde la domenica notte, le repliche era trasmesse durante i pay-per-view della WWE.
Lo show ha debuttato nell'ottobre del 1999 e veniva trasmesso cinque giorni alla settimana sulla stazione radio su internet eYada.com. eYada chiuse il 9 luglio 2001, con il Wrestling Observer Live, che era lo show più visto, essere anche l'ultimo show a essere trasmesso dalla stazione radio.
Il Wrestling Observer Live è poi passato a Sports Byline, una radio sindacalista, il 17 marzo 2002 ed è da allora rimasto fino ad ora. Meltzer ha smesso di apparire regolarmente nel settembre del 2007, ma continua a comparire sporadicamente. Ogni domenica notte Meltzer presenta regolarmente un segmento sullo programma radiofonico Live Audio Wrestling.

### Sito web
Il 12 giugno 2008 il sito web del Wrestling Observer si è unito a quello di Bryan Alvarez, il Figure Four Weekly, utilizzando l'impaginazione e la struttura grafica di quest'ultimo. Dopo essere stata una newsletter solo stampata per più di venticinque anni (a parte un breve periodo in cui era disponibile anche via e-mail nel 2000), l'Observer divenne disponibile agli iscritti online attraverso il proprio sito web. Meltzer scrive gli aggiornamenti di notizie il lunedì, giovedì, venerdì, sabato e domenica, contribuendo al sito web Figure 4 Weekly (f4wonline.com). David Bixenspan scrive gli aggiornamenti del martedì e mercoledì.